# Messerschmitt Me 334
O Messerschmitt Me 334 foi um projecto para um avião de caça. Desenvolvido por Alexander Lippisch, estava destinado a ser alimentado por um motor turbojato, porém o facto de não haver motores disponíveis, fez com que o projecto fosse alterado para incorporar um motor a pistão. O projecto foi abandonado quando Lippisch começou a dedicar-se ao Lippisch P.20.